# スウィフト・クレーン
スウィフト・クレーン
- 用途：VTOL自律ターンキーソリューション
- 分類：無人航空機(UAV)
- 製造者：スウィフト・エンジニアリング
- 運用者：  - バハマの国家安全保障省[1]
  - スウィフト・エックスアイ
  - スウィフト・タクティカル・システムズ
- 初飛行：2021年
- 生産開始：2020年
- 運用開始：2022年
- 運用状況：運用中
- ユニットコスト：180,000 米ドル ～
- 派生型：スウィフト020/021

スウィフト・クレーン (Swift Crane)は、スウィフト・エンジニアリングが開発した、大きな翼に4つのプロペラを備えた固定翼型UAS。VTOLタイプのドローン。

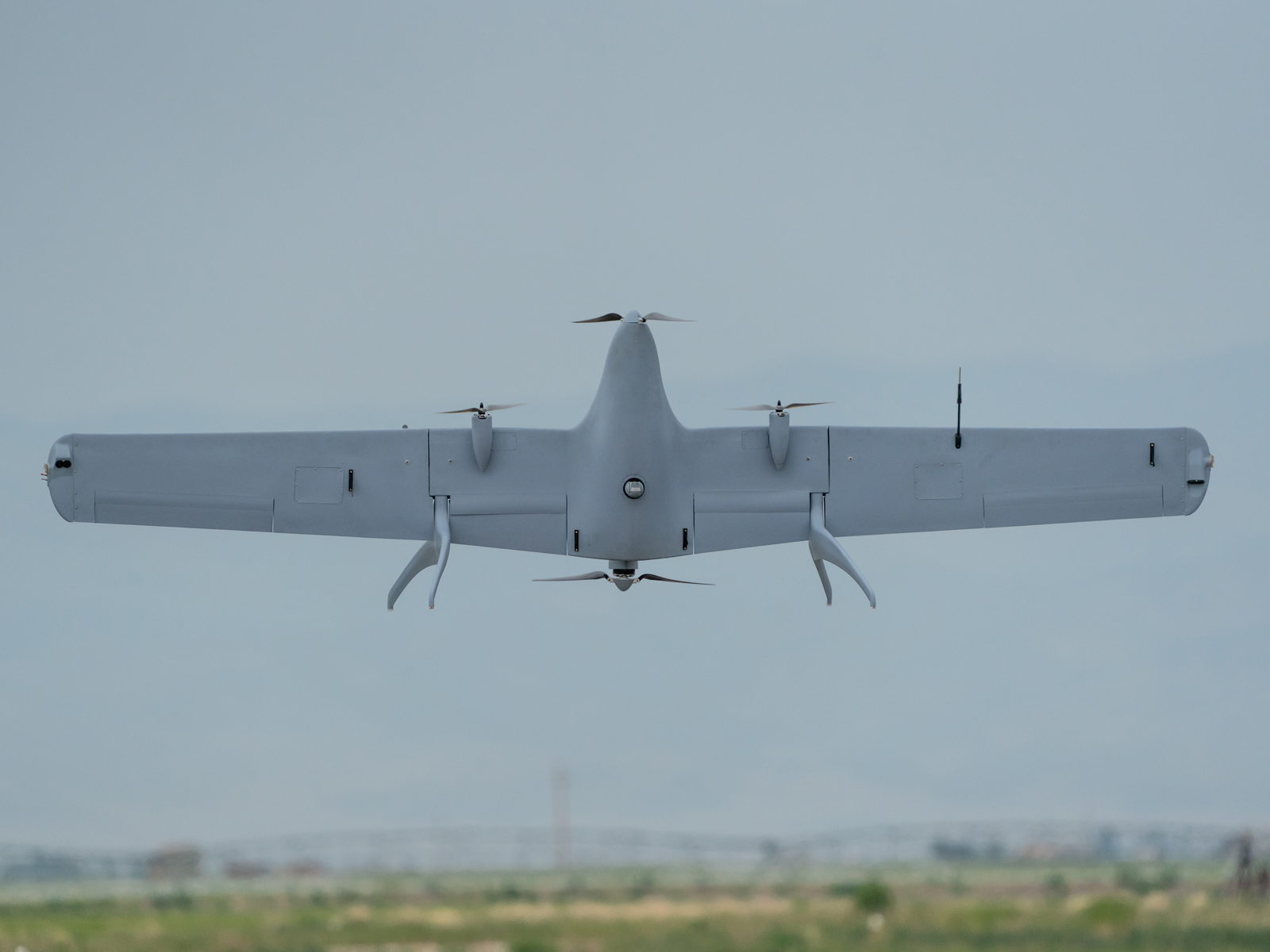
スウィフト・クレーンバハマで稼働中にて2021年

## スペック
主要スペック
- 機体重量：12.kg　※機体およびバッテリー以
- 最大重量：19.2kg ※飛行可能な最大重量
- 翼幅　： 4.11m
- 身長： 1.06m
- 着陸エリア/ギア: 1.6m

操作限界
- 動力源　　：バッテリー
- ペイロード：1.5kg
- 飛行速度　：83km/h～
- 限界高度　：3048m
- 通信距離　：45km（通常時）、100km（ブースター使用時）
- 航続時間　：110分
- 航続距離　：70km - 100km
- GCS　　　：Mobile
- 操作方法　：完全自律飛行（独自技術Swift autopilotを使用）、もしくは手動操作。

安全対策
- ハッキング対策（独自技術による乗っ取り操作防止）
- 自己診断機能（動力部、フラップなどの異常感知など）
- 障害物回避
- 緊急着陸機能（独自技術による安全地帯への自動着陸）

活用例
- 農業：広域な画像収集・専用解析ソフトによる農作物の生産効率向上
- 救急・防災：天災による被災者や、遭難者やけが人への救急キット輸送
- 地形測量：高精度カメラと専用ソフトによる測量の高速化
- 海上調査：海洋上の偵察飛行、航行中の船への自動着陸
- 災害調査：閉鎖地域の災害状況の即時確認
- 科学調査：火山等危険地域上空からの情報収集